# 奧諾勞島

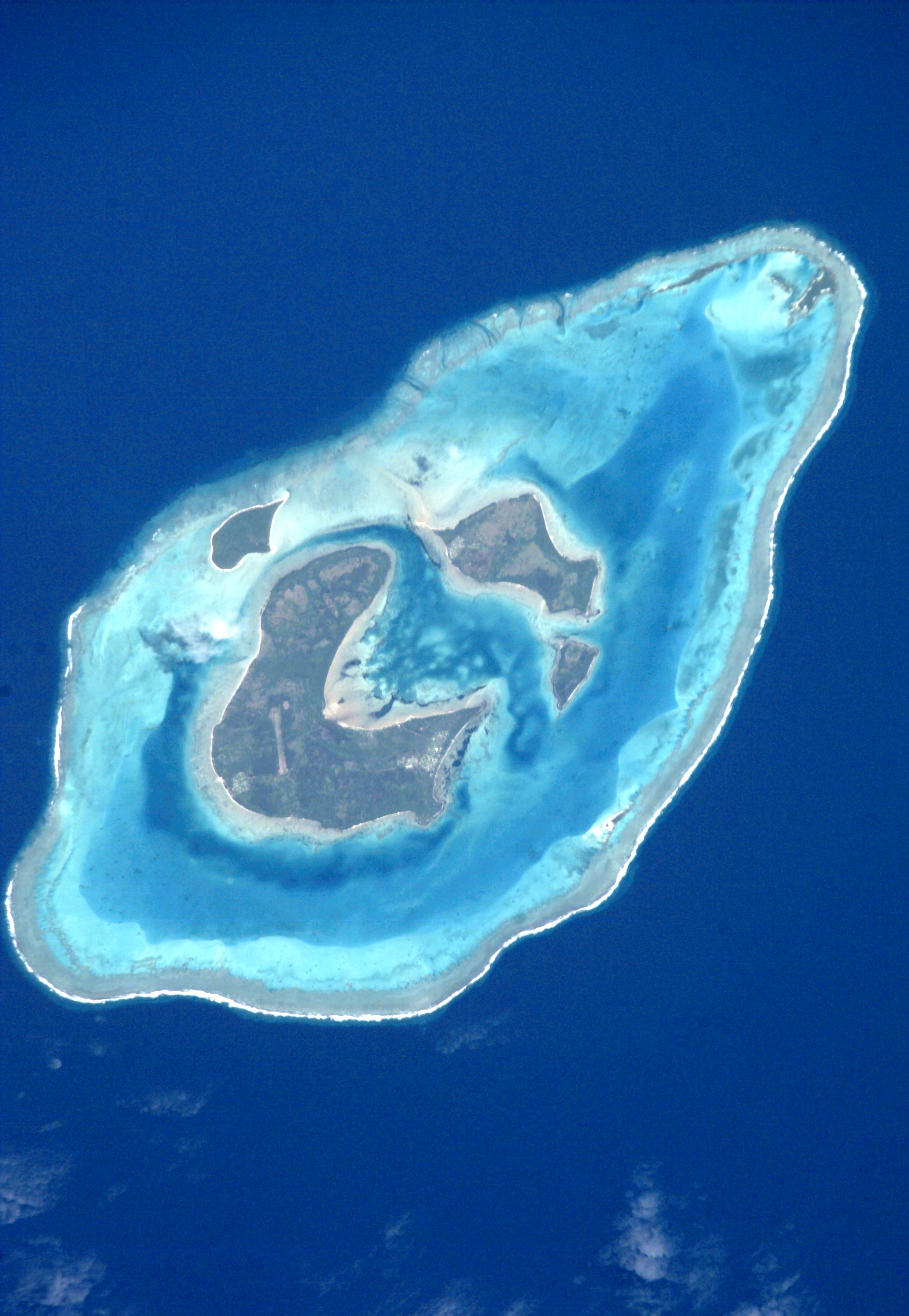

奧諾勞島是斐濟的環礁，位於太平洋海域，距離瓦托阿島90公里，屬於劳群岛的一部分，由8座島嶼組成，長7.6公里、寬5.1公里，土地面積7.9平方公里，2002年人口583。

## 相關資料
- (PDF). 世界自然基金會南太平洋計劃.   [3, 2016]. （原始内容存档 (PDF)于2017-05-10）.

20°39′S 178°44′W / 20.650°S 178.733°W